# EHF Champions League der Frauen 2009/10
An der Champions League Saison 2009/10 nahmen insgesamt 30 Handball-Vereinsmannschaften teil, die sich in der vorangegangenen Saison in ihren Heimatländern für den Wettbewerb qualifizieren konnten. 16 davon zogen in die Gruppenphase ein. Es war die 50. Austragung der EHF Champions League bzw. des Europapokals der Landesmeister. Die Champions Leaguespiele begannen im September 2009, das Rückrundenfinale fand im April 2010 statt. Titelgewinner wurde der Titelverteidiger Viborg HK, die ihren dritten Champions League Sieg der Frauen feiern konnten.

## Modus
Qualifikation 1

Die Qualifikation 1 wird im Rahmen zweier Turniere ausgetragen. Zwei Gruppen à vier Teams, wobei jedes Team in einer Gruppe einmal gegen jedes andere Team spielt. In jeder Gruppe qualifiziert sich der erste und zweitplatzierte für die Qualifikation 2. Das ausscheidende Team zieht in die 2. Runde des EHF-Pokal ein.
Qualifikation 2

Die Qualifikation 2 wird im Rahmen mehrerer Turniere ausgetragen. Vier Gruppen à vier Teams, wobei jedes Team in einer Gruppe einmal gegen jedes andere Team spielt. Pro Gruppe qualifiziert sich das beste Team für die Gruppenphase. Die ausscheidenden zwölf Teams ziehen in die 3. Runde des EHF-Pokal ein.
Gruppenphase

Es gibt vier Gruppen à vier Mannschaften. In einer Gruppe spielt jeder gegen jeden ein Hin- und Rückspiel; die jeweils zwei Gruppenbesten erreichen die Hauptrunde. Die Gruppendritten ziehen in die 4. Runde des Europapokal der Pokalsieger ein.
Hauptrunde

Es gibt zwei Gruppen à vier Mannschaften. In einer Gruppe spielt jeder gegen jeden ein Hin- und Rückspiel; die jeweils zwei Gruppenbesten erreichen das Halbfinale.
K.-o.-Runden

Das Halbfinale und Finale wird im K.-o.-System mit Hin- und Rückspiel gespielt.

## Qualifikation 1
Die Auslosung der Qualifikation 1 fand am 18. Juni 2009 um 11:00 Uhr (GMT+2) in Wien statt.

Es nehmen die 6 Mannschaften teil die sich vorher für den Wettbewerb qualifiziert haben.

### Entscheidungen
|  | Teilnahme an der Qualifikation 2                   |
|  | Teilnahme an der 2. Runde des EHF-Pokal der Frauen |

### Gruppe A
| Pl. | Mannschaft         | Sp. | S | U | N | T  | GT | Diff | Pkt |
| --- | ------------------ | --- | - | - | - | -- | -- | ---- | --- |
| 1.  | LC Brühl Handball  | 2   | 2 | 0 | 0 | 58 | 49 | + 9  | 4   |
| 2.  | HC Sassari         | 2   | 1 | 0 | 1 | 58 | 58 | ± 0  | 2   |
| 3.  | ORK Vrnjacka Banja | 2   | 0 | 0 | 2 | 50 | 59 | − 9  | 0   |

| 4. September 2009, Fr. 19:30 Uhr in St. Gallen | 500 Zuschauer Spielbericht | HC Sassari Jovovic 7        | 28 : 29 (14 : 12) | LC Brühl Handball 8 Mustafoska  |
| 5. September 2009, Sa. 17:00 Uhr in St. Gallen | 100 Zuschauer Spielbericht | ORK Vrnjacka Banja Din 6    | 29 : 30 (12 : 15) | HC Sassari 8 Chernova           |
| 6. September 2009, So. 17:00 Uhr in St. Gallen | 600 Zuschauer Spielbericht | LC Brühl Handball Amstutz 4 | 29 : 21 (12 : 08) | ORK Vrnjacka Banja 6 Trifunovic |

### Gruppe B
| Pl. | Mannschaft          | Sp. | S | U | N | T  | GT | Diff | Pkt |
| --- | ------------------- | --- | - | - | - | -- | -- | ---- | --- |
| 1.  | Milli Piyango SK    | 2   | 2 | 0 | 0 | 58 | 53 | + 05 | 4   |
| 2.  | VOC Amsterdam       | 2   | 1 | 0 | 1 | 55 | 50 | + 05 | 2   |
| 3.  | Madeira Andebol SAD | 0   | 0 | 0 | 2 | 53 | 63 | − 10 | 0   |

| 4. September 2009, Fr. 16:30 Uhr in Ankara | 0 Zuschauer Spielbericht   | VOC Amsterdam van der Heijden 5 | 23 : 27 (10 : 13) | Milli Piyango SK 11 Özel       |
| 5. September 2009, Sa. 16:30 Uhr in Ankara | 100 Zuschauer Spielbericht | Madeira Andebol SAD Pasztor 11  | 23 : 32 (13 : 18) | VOC Amsterdam 12 Schaefers     |
| 6. September 2009, So. 16:30 Uhr in Ankara | 300 Zuschauer Spielbericht | Milli Piyango SK Özel 10        | 31 : 30 (17 : 12) | Madeira Andebol SAD 10 Pasztor |

## Qualifikation 2
Die Auslosung der Qualifikation 2 fand am 18. Juni 2009 um 11:00 Uhr (GMT+2) in Wien statt.

Es nehmen die 4 Erstplatzierten aus der Qualifikation 1 und die 12 die sich vorher für den Wettbewerb qualifiziert haben teil.

### Entscheidungen
|  | Teilnahme an der Qualifikation 2                   |
|  | Teilnahme an der 3. Runde des EHF-Pokal der Frauen |

### Gruppe A
| Pl. | Mannschaft                  | Sp. | S | U | N | T   | GT  | Diff | Pkt |
| --- | --------------------------- | --- | - | - | - | --- | --- | ---- | --- |
| 1.  | Byasen HE                   | 3   | 3 | 0 | 0 | 115 | 062 | + 53 | 6   |
| 2.  | SPR Lublin SSA              | 3   | 2 | 0 | 1 | 092 | 075 | + 17 | 4   |
| 3.  | C.S. Rulmentul-Urban Brașov | 3   | 1 | 0 | 2 | 090 | 108 | − 18 | 2   |
| 4.  | HC Sassari                  | 3   | 0 | 0 | 3 | 079 | 131 | − 52 | 0   |

| 2. Oktober 2009, Fr. 18:00 Uhr in Lublin | 2.500 Zuschauer Spielbericht | C.S. Rulmentul-Urban Brașov Niculae 6 | 24 : 30 (14 : 18) | SPR Lublin SSA 7 Puchacz               |
| 2. Oktober 2009, Fr. 20:00 Uhr in Lublin | 200 Zuschauer Spielbericht   | Byasen HE Lorentsen 11                | 45 : 20 (23 : 05) | HC Sassari 6 Cucca                     |
| 3. Oktober 2009, Sa. 15:00 Uhr in Lublin | 200 Zuschauer Spielbericht   | HC Sassari Chernova 13                | 37 : 43 (14 : 23) | C.S. Rulmentul-Urban Brașov 11 Barbosa |
| 3. Oktober 2009, Sa. 17:30 Uhr in Lublin | 1.500 Zuschauer Spielbericht | SPR Lublin SSA Wlodek 6               | 19 : 29 (07 : 18) | Byasen HE 7 Alstad                     |
| 4. Oktober 2009, So. 16:00 Uhr in Lublin | 300 Zuschauer Spielbericht   | C.S. Rulmentul-Urban Brașov Barbosa 8 | 23 : 41 (12 : 19) | Byasen HE 11 Herrem                    |
| 4. Oktober 2009, So. 18:00 Uhr in Lublin | 2.000 Zuschauer Spielbericht | SPR Lublin SSA Wlodek 8               | 43 : 22 (19 : 12) | HC Sassari 6 Onnis                     |

### Gruppe B
| Pl. | Mannschaft        | Sp. | S | U | N | T   | GT  | Diff | Pkt |
| --- | ----------------- | --- | - | - | - | --- | --- | ---- | --- |
| 1.  | Swesda Swenigorod | 3   | 3 | 0 | 0 | 102 | 057 | + 45 | 6   |
| 2.  | RK Olimpija       | 3   | 2 | 0 | 1 | 079 | 085 | − 06 | 4   |
| 3.  | ŠKP Bratislava    | 3   | 1 | 0 | 2 | 072 | 086 | − 14 | 2   |
| 4.  | VOC Amsterdam     | 3   | 0 | 0 | 3 | 074 | 099 | − 25 | 0   |

| 2. Oktober 2009, Fr. 15:30 Uhr in Trenčín | 200 Zuschauer Spielbericht | Swesda Swenigorod Baranovskaya 5 | 33 : 21 (15 : 09) | SKP Bratislava 8 Benuskova  |
| 2. Oktober 2009, Fr. 17:30 Uhr in Trenčín | 200 Zuschauer Spielbericht | RK Olimpija Pus 13               | 33 : 31 (18 : 16) | VOC Amsterdam 9 Goos        |
| 3. Oktober 2009, Sa. 14:30 Uhr in Trenčín | 200 Zuschauer Spielbericht | VOC Amsterdam Bont 3             | 18 : 39 (10 : 22) | Swesda Swenigorod 8 Wetkowa |
| 3. Oktober 2009, Sa. 16:30 Uhr in Trenčín | 200 Zuschauer Spielbericht | SKP Bratislava Benuskova 7       | 24 : 28 (11 : 16) | RK Olimpija 7 Jericek       |
| 4. Oktober 2009, So. 16:00 Uhr in Trenčín | 200 Zuschauer Spielbericht | Swesda Swenigorod Poljonowa 5    | 30 : 18 (12 : 11) | RK Olimpija 6 Irman         |
| 4. Oktober 2009, So. 18:00 Uhr in Trenčín | 200 Zuschauer Spielbericht | SKP Bratislava Simakova 9        | 27 : 25 (18 : 12) | VOC Amsterdam 5 Goos        |

### Gruppe C
| Pl. | Mannschaft        | Sp. | S | U | N | T  | GT | Diff | Pkt |
| --- | ----------------- | --- | - | - | - | -- | -- | ---- | --- |
| 1.  | FCK Håndbold      | 3   | 3 | 0 | 0 | 96 | 55 | + 41 | 6   |
| 2.  | Budapest FTC      | 3   | 2 | 0 | 1 | 81 | 76 | + 05 | 4   |
| 3.  | HK Smart          | 3   | 1 | 0 | 2 | 70 | 79 | − 09 | 2   |
| 4.  | LC Brühl Handball | 3   | 0 | 0 | 3 | 61 | 98 | − 37 | 0   |

| 2. Oktober 2009, Fr. 16:00 Uhr in Uschhorod | 400 Zuschauer Spielbericht | Budapest FTC Szucsánszki 9    | 27 : 24 (15 : 12) | HK Smart 12 Tsybulenko       |
| 2. Oktober 2009, Fr. 18:00 Uhr in Uschhorod | 300 Zuschauer Spielbericht | FCK Håndbold Skovgaard 8      | 34 : 19 (18 : 12) | LC Brühl Handball 4 Bachmann |
| 3. Oktober 2009, Sa. 16:00 Uhr in Uschhorod | 200 Zuschauer Spielbericht | LC Brühl Handball Scheffold 7 | 21 : 34 (10 : 13) | Budapest FTC 9 Kenyeres      |
| 3. Oktober 2009, Sa. 18:00 Uhr in Uschhorod | 600 Zuschauer Spielbericht | HK Smart Tsybulenko 4         | 16 : 31 (09 : 17) | FCK Håndbold 6 Turey         |
| 4. Oktober 2009, So. 12:00 Uhr in Uschhorod | 300 Zuschauer Spielbericht | Budapest FTC Emberovics 4     | 20 : 31 (10 : 16) | FCK Håndbold 8 Turey         |
| 4. Oktober 2009, So. 14:00 Uhr in Uschhorod | 200 Zuschauer Spielbericht | HK Smart Manaharowa 11        | 30 : 21 (19 : 09) | LC Brühl Handball 4 Wenger   |

### Gruppe D
| Pl. | Mannschaft            | Sp. | S | U | N | T   | GT  | Diff | Pkt |
| --- | --------------------- | --- | - | - | - | --- | --- | ---- | --- |
| 1.  | Aalborg DH            | 3   | 3 | 0 | 0 | 107 | 069 | + 38 | 6   |
| 2.  | Balonmano Parc Sagunt | 3   | 2 | 0 | 1 | 091 | 077 | + 14 | 4   |
| 3.  | AC Ormi-Loux Patras   | 3   | 1 | 0 | 2 | 066 | 102 | − 36 | 2   |
| 4.  | Milli Piyango SK      | 3   | 0 | 0 | 3 | 074 | 090 | − 16 | 0   |

| 2. Oktober 2009, Fr. 17:30 Uhr in Aalborg | 200 Zuschauer Spielbericht   | Balonmano Parc Sagunt Danilovic 14 | 28 : 25 (12 : 10) | Milli Piyango SK 7 Özel            |
| 2. Oktober 2009, Fr. 19:30 Uhr in Aalborg | 1.000 Zuschauer Spielbericht | Aalborg DH Bille 7                 | 40 : 19 (17 : 09) | AC Ormi-Loux Patras 7 Poznarova    |
| 3. Oktober 2009, Sa. 16:00 Uhr in Aalborg | 200 Zuschauer Spielbericht   | AC Ormi-Loux Patras Micic 5        | 21 : 37 (07 : 19) | Balonmano Parc Sagunt 8 Garbarenko |
| 3. Oktober 2009, Sa. 18:00 Uhr in Aalborg | 800 Zuschauer Spielbericht   | Milli Piyango SK Özel 6            | 24 : 36 (13 : 15) | Aalborg DH 7 Mortensen             |
| 4. Oktober 2009, So. 13:50 Uhr in Aalborg | 200 Zuschauer Spielbericht   | AC Ormi-Loux Patras Freser 6       | 26 : 25 (11 : 15) | Milli Piyango SK 12 Özel           |
| 4. Oktober 2009, So. 15:50 Uhr in Aalborg | 1.500 Zuschauer Spielbericht | Aalborg DH Torstensson 10          | 31 : 26 (16 : 13) | Balonmano Parc Sagunt 7 Danilovic  |

## Gruppenphase
Die Auslosung der Gruppenphase fand am 24. Juni 2009 um 11:00 Uhr (GMT+2) in Wien statt.

Es nahmen die 4 Erstplatzierten aus der Qualifikation 2 und die 12, die sich vorher für den Wettbewerb qualifizierten, teil.

### Gruppen
| Gruppe A Viborg HK ŽRK Podravka Koprivnica HC Leipzig Byåsen IL | Gruppe B Hypo Niederösterreich RK Ljubljana Metz Handball Aalborg DH | Gruppe C Győri ETO KC CS Oltchim Râmnicu Vâlcea S.D. Itxako Swesda Swenigorod | Gruppe D GK Dynamo Wolgograd Larvik HK ŽRK Budućnost Podgorica FCK Håndbold |

### Entscheidungen
|  | Teilnahme an der Hauptrunde                               |
|  | Teilnahme an der 4. Runde des Europapokal der Pokalsieger |

### Gruppe A
| Pl. | Mannschaft              | Sp. | S | U | N | T   | GT  | Diff |
| --- | ----------------------- | --- | - | - | - | --- | --- | ---- |
| 1.  | Viborg HK               | 9   | 4 | 1 | 1 | 171 | 143 | +028 |
| 2.  | HC Leipzig              | 7   | 3 | 1 | 2 | 154 | 158 | −04  |
| 3.  | Byasen HE               | 4   | 2 | 0 | 4 | 153 | 157 | −04  |
| 4.  | ŽRK Podravka Koprivnica | 4   | 2 | 0 | 4 | 172 | 192 | −020 |

| 24. Oktober 2009, Sa. 15:15 Uhr  | 2.800 Zuschauer Spielbericht | Byasen HE Zamorska 7                | 21 : 26 (06 : 12) | Viborg HK 6 Skov                   |
| 25. Oktober 2009, So. 15:00 Uhr  | 2.900 Zuschauer Spielbericht | HC Leipzig Ommundsen 6              | 35 : 32 (18 : 15) | ŽRK Podravka Koprivnica 13 Penezić |
| 31. Oktober 2009, Sa. 16:00 Uhr  | 1.500 Zuschauer Spielbericht | ŽRK Podravka Koprivnica Pasicnik 10 | 32 : 31 (13 : 16) | Byasen HE 10 Herrem                |
| 31. Oktober 2009, Sa. 16:15 Uhr  | 1.800 Zuschauer Spielbericht | Viborg HK Skov 9                    | 33 : 23 (19 : 10) | HC Leipzig 5 Urne                  |
| 8. November 2009, So. 15:00 Uhr  | 2.000 Zuschauer Spielbericht | ŽRK Podravka Koprivnica Penezić 12  | 31 : 27 (13 : 15) | Viborg HK 9 Skov                   |
| 8. November 2009, So. 16:15 Uhr  | 600 Zuschauer Spielbericht   | Byasen HE Zamorska 7                | 23 : 22 (16 : 10) | HC Leipzig 8 Ommundsen             |
| 14. November 2009, Sa. 15:00 Uhr | 3.700 Zuschauer Spielbericht | HC Leipzig Müller 6                 | 20 : 20 (11 : 09) | Viborg HK 6 Vărzaru                |
| 15. November 2009, So. 16:15 Uhr | 1.000 Zuschauer Spielbericht | Byasen HE Toumi 7                   | 34 : 23 (18 : 13) | ŽRK Podravka Koprivnica 8 Pasicnik |
| 9. Januar 2010, Sa. 14:05 Uhr    | 1.600 Zuschauer Spielbericht | Viborg HK Mikkelsen 7               | 29 : 22 (13 : 10) | Byasen HE 6 Malm Frafjord          |
| 9. Januar 2010, Sa. 15:15 Uhr    | 2.000 Zuschauer Spielbericht | ŽRK Podravka Koprivnica Penezić 10  | 28 : 29 (12 : 15) | HC Leipzig 10 Müller               |
| 16. Januar 2010, Sa. 16:15 Uhr   | 1.900 Zuschauer Spielbericht | Viborg HK Popović 8                 | 36 : 26 (18 : 13) | ŽRK Podravka Koprivnica 7 Penezić  |
| 17. Januar 2010, So. 15:45 Uhr   | 4.800 Zuschauer Spielbericht | HC Leipzig Kudłacz 7                | 25 : 22 (12 : 13) | Byasen HE 6 Toumi                  |

### Gruppe B
| Pl. | Mannschaft            | Sp. | S | U | N | T   | GT  | Diff |
| --- | --------------------- | --- | - | - | - | --- | --- | ---- |
| 1.  | HK Krim Mercator      | 10  | 5 | 0 | 1 | 201 | 168 | +033 |
| 2.  | Hypo Niederösterreich | 6*  | 3 | 1 | 2 | 168 | 168 | ±0   |
| 3.  | Metz Handball         | 5   | 2 | 1 | 3 | 163 | 174 | −011 |
| 4.  | Aalborg DH            | 2   | 1 | 0 | 5 | 156 | 178 | −022 |

| 24. Oktober 2009, Sa. 18:00 Uhr  | 3.200 Zuschauer Spielbericht | Metz Handball Franic 7                   | 30 : 37 (12 : 22) | RK Krim Mercator 8 Lekić                |
| 25. Oktober 2009, So. 14:35 Uhr  | 2.200 Zuschauer Spielbericht | Aalborg DH Mortensen 10                  | 30 : 36 (12 : 21) | Hypo Niederösterreich 9 Nascimento      |
| 29. Oktober 2009, Do. 20:20 Uhr  | 0 Zuschauer Spielbericht     | Hypo Niederösterreich Piedade 9          | 27 : 27 (11 : 10) | Metz Handball 6 Ayglon                  |
| 31. Oktober 2009, Sa. 17:30 Uhr  | 1.800 Zuschauer Spielbericht | RK Krim Mercator Zácsik 8                | 30 : 23 (17 : 10) | Aalborg DH 9 Torstensson                |
| 8. November 2009, So. 14:30 Uhr  | 1.700 Zuschauer Spielbericht | Aalborg DH Mortensen 7                   | 31 : 24 (17 : 12) | Metz Handball 6 Pal                     |
| 8. November 2009, So. 18:00 Uhr  | 1.700 Zuschauer Spielbericht | RK Krim Mercator Lekić 8                 | 35 : 24 (16 : 12) | Hypo Niederösterreich 6 Borges Mesquita |
| 14. November 2009, Sa. 16:30 Uhr | 4.100 Zuschauer Spielbericht | Metz Handball Ognjenović 8               | 28 : 26 (16 : 13) | Hypo Niederösterreich 8 Nascimento      |
| 15. November 2009, So. 14:30 Uhr | 2.300 Zuschauer Spielbericht | Aalborg DH Bille 8                       | 32 : 38 (16 : 20) | RK Krim Mercator 9 Zácsik               |
| 9. Januar 2010, Sa. 16:05 Uhr    | 800 Zuschauer Spielbericht   | Hypo Niederösterreich De Moraes Cararo 8 | 27 : 22 (14 : 10) | Aalborg DH 6 Toveby                     |
| 9. Januar 2010, Sa. 18:00 Uhr    | 1.800 Zuschauer Spielbericht | RK Krim Mercator Zrnec 5                 | 35 : 31 (20 : 14) | Metz Handball 6 Franic                  |
| 15. Januar 2010, Fr. 19:00 Uhr   | 4.000 Zuschauer Spielbericht | Metz Handball Kysucanova 5               | 23 : 18 (10 : 08) | Aalborg DH 5 Seglem                     |
| 15. Januar 2010, Fr. 20:20 Uhr   | 1.200 Zuschauer Spielbericht | Hypo Niederösterreich Nascimento 9       | 28 : 26 (13 : 09) | RK Krim Mercator 7 Zácsik               |

* Hypo Niederösterreich wurde der Punkt vom Spiel gegen Metz Handball entzogen, weil der Trainer Gunnar Prokop, in den letzten 10 Sekunden, einen Konter von Metz Handball vereitelte, indem er auf das Spielfeld lief und die Spielerin Svetlana Ognjenović foulte.

### Gruppe C
| Pl. | Mannschaft             | Sp. | S | U | N | T   | GT  | Diff |
| --- | ---------------------- | --- | - | - | - | --- | --- | ---- |
| 1.  | C.S. Oltcim Rm. Valcea | 8   | 4 | 0 | 2 | 159 | 152 | +07  |
| 2.  | Győri AUDI ETO KC      | 8   | 4 | 0 | 2 | 153 | 149 | +04  |
| 3.  | Swesda Swenigorod      | 5   | 2 | 1 | 3 | 161 | 169 | −08  |
| 4.  | S.D. Itxako            | 3   | 1 | 1 | 4 | 148 | 151 | −03  |

| 24. Oktober 2009, Sa. 19:00 Uhr  | 1.400 Zuschauer Spielbericht | S.D. Itxako Pinedo Saenz 5      | 24 : 27 (12 : 15) | C.S. Oltcim Valcea 6 Maier       |
| 25. Oktober 2009, So. 14:00 Uhr  | 1.000 Zuschauer Spielbericht | Swesda Swenigorod Polenova 8    | 34 : 29 (14 : 11) | Győri AUDI ETO KC 6 Amorim       |
| 1. November 2009, So. 17:15 Uhr  | 2.000 Zuschauer Spielbericht | Győri AUDI ETO KC Kovacsics 7   | 29 : 28 (14 : 13) | S.D. Itxako 8 Alberto Francisca  |
| 1. November 2009, So. 19:00 Uhr  | 2.000 Zuschauer Spielbericht | C.S. Oltcim Rm. Valcea Maier 7  | 31 : 27 (18 : 16) | Swesda Swenigorod 7 Polenova     |
| 7. November 2009, Sa. 17:00 Uhr  | 1.200 Zuschauer Spielbericht | Swesda Swenigorod Polenova 5    | 25 : 25 (12 : 11) | S.D. Itxako 12 Alonso            |
| 8. November 2009, So. 19:00 Uhr  | 2.000 Zuschauer Spielbericht | C.S. Oltcim Rm. Valcea Neagu 7  | 26 : 22 (13 : 13) | Győri AUDI ETO KC 7 Amorim       |
| 14. November 2009, Sa. 17:00 Uhr | 1.500 Zuschauer Spielbericht | Swesda Swenigorod Andryushina 6 | 27 : 26 (12 : 10) | C.S. Oltcim Rm. Valcea 6 Nechita |
| 14. November 2009, Sa. 19:00 Uhr | 2.000 Zuschauer Spielbericht | S.D. Itxako Aguilar Díaz 3      | 14 : 20 (09 : 10) | Győri AUDI ETO KC 7 Verten       |
| 10. Januar 2010, So. 17:15 Uhr   | 2.800 Zuschauer Spielbericht | Győri AUDI ETO KC Görbicz 11    | 27 : 25 (14 : 10) | Swesda Swenigorod 4 Dmitrieva    |
| 10. Januar 2010, So. 19:00 Uhr   | 2.000 Zuschauer Spielbericht | C.S. Oltcim Rm. Valcea Maier 6  | 27 : 26 (15 : 14) | S.D. Itxako 6 Alberto Francisca  |
| 16. Januar 2010, Sa. 19:00 Uhr   | 800 Zuschauer Spielbericht   | S.D. Itxako Alonso 6            | 31 : 23 (16 : 07) | Swesda Swenigorod 6 Andrjuschina |
| 17. Januar 2010, So. 17:15 Uhr   | 2.600 Zuschauer Spielbericht | Győri AUDI ETO KC Görbicz 7     | 26 : 22 (16 : 08) | C.S. Oltcim Rm. Valcea 6 Maier   |

### Gruppe D
| Pl. | Mannschaft              | Sp. | S | U | N | T   | GT  | Diff |
| --- | ----------------------- | --- | - | - | - | --- | --- | ---- |
| 1.  | Larvik HK               | 8   | 4 | 0 | 2 | 147 | 137 | +010 |
| 2.  | GK Dynamo Wolgograd     | 7   | 3 | 1 | 2 | 147 | 130 | +017 |
| 3.  | ŽRK Budućnost Podgorica | 5   | 2 | 1 | 3 | 138 | 155 | −017 |
| 4.  | FCK Håndbold            | 4   | 2 | 0 | 4 | 140 | 150 | −010 |

| 24. Oktober 2009, Sa. 18:00 Uhr  | 4.500 Zuschauer Spielbericht | ŽRK Budućnost Podgorica Jovanović 11 | 23 : 27 (10 : 16) | Larvik HK 8 Løke                    |
| 25. Oktober 2009, So. 15:55 Uhr  | 600 Zuschauer Spielbericht   | FCK Håndbold Riegelhuth 6            | 24 : 23 (10 : 12) | HC Dinamo 8 Lewina                  |
| 31. Oktober 2009, Sa. 17:45 Uhr  | 2.500 Zuschauer Spielbericht | Larvik HK Kristiansen 7              | 31 : 26 (15 : 17) | FCK Håndbold 6 Milanovic            |
| 1. November 2009, So. 14:00 Uhr  | 1.400 Zuschauer Spielbericht | HC Dinamo Lewina 11                  | 31 : 18 (16 : 09) | ŽRK Budućnost Podgorica 4 Jovanović |
| 8. November 2009, So. 13:10 Uhr  | 800 Zuschauer Spielbericht   | FCK Håndbold Amariei 6               | 22 : 25 (10 : 12) | ŽRK Budućnost Podgorica 9 Bulatović |
| 8. November 2009, So. 18:15 Uhr  | 1.500 Zuschauer Spielbericht | Larvik HK N. Mørk 6                  | 18 : 17 (08 : 09) | HC Dinamo 7 Lewina                  |
| 14. November 2009, Sa. 18:00 Uhr | 4.500 Zuschauer Spielbericht | ŽRK Budućnost Podgorica Bulatović 10 | 24 : 24 (09 : 12) | HC Dinamo 7 Kotschetowa             |
| 15. November 2009, So. 13:10 Uhr | 900 Zuschauer Spielbericht   | FCK Håndbold Milanovic 8             | 23 : 19 (12 : 07) | Larvik HK 5 Løke                    |
| 9. Januar 2009, Sa. 14:00 Uhr    | 1.400 Zuschauer Spielbericht | HC Dinamo Khmyrova 6                 | 26 : 23 (15 : 13) | FCK Håndbold 5 Milanovic            |
| 10. Januar 2009, So. 16:45 Uhr   | 1.800 Zuschauer Spielbericht | Larvik HK Løke 10                    | 29 : 22 (15 : 08) | ŽRK Budućnost Podgorica 6 Jovanović |
| 16. Januar 2009, Sa. 14:00 Uhr   | 1.500 Zuschauer Spielbericht | HC Dinamo Lewina 7                   | 26 : 23 (10 : 10) | Larvik HK 8 N. Mørk                 |
| 16. Januar 2009, Sa. 18:00 Uhr   | 3.900 Zuschauer Spielbericht | ŽRK Budućnost Podgorica Jovanović 12 | 26 : 22 (14 : 11) | FCK Håndbold 10 Riegelhuth          |

## Hauptrunde
Die Auslosung der Hauptrunde fand am 19. Januar 2010 um 11:00 Uhr (GMT+2) in Wien statt. Es nahmen die acht Erst- und Zweitplatzierten aus der Hauptrunde teil.

### Gruppen
| Gruppe A Larvik HK RK Ljubljana Győri ETO KC HC Leipzig | Gruppe B Viborg HK CS Oltchim Râmnicu Vâlcea Hypo Niederösterreich GK Dynamo Wolgograd |

### Entscheidungen
|  | Teilnahme am Halbfinale |

### Gruppe A
| Pl. | Mannschaft   | Sp. | S | U | N | T   | GT  | Diff |
| --- | ------------ | --- | - | - | - | --- | --- | ---- |
| 1.  | Larvik HK    | 10  | 5 | 0 | 1 | 170 | 149 | +021 |
| 2.  | Győri ETO KC | 09  | 4 | 1 | 1 | 157 | 139 | +018 |
| 3.  | RK Ljubljana | 05  | 2 | 1 | 3 | 163 | 166 | −03  |
| 4.  | HC Leipzig   | 0   | 0 | 0 | 6 | 134 | 170 | −036 |

| 06. Februar 2010, Sa. 17:20 Uhr | 2.800 Zuschauer Spielbericht | Győri ETO KC Hornyak 4   | 25 : 23 (11 : 14) | RK Ljubljana 4 Bodnijewa |
| 07. Februar 2010, So. 15:00 Uhr | 2.700 Zuschauer Spielbericht | HC Leipzig Augsburg 4    | 20 : 23 (10 : 11) | Larvik HK 8 Sulland      |
| 13. Februar 2010, Sa. 14:15 Uhr | 1.700 Zuschauer Spielbericht | Larvik HK Løke 10        | 29 : 27 (15 : 14) | Győri ETO KC 8 Kovacsics |
| 13. Februar 2010, Sa. 16:30 Uhr | 1.900 Zuschauer Spielbericht | RK Ljubljana Lekić 12    | 32 : 26 (12 : 15) | HC Leipzig 7 Kudłacz     |
| 19. Februar 2010, Fr. 16:30 Uhr | 2.000 Zuschauer Spielbericht | RK Ljubljana Lekić 10    | 30 : 34 (15 : 21) | Larvik HK 9 Sulland      |
| 21. Februar 2010, So. 15:00 Uhr | 4.500 Zuschauer Spielbericht | HC Leipzig Ommundsen 5   | 21 : 23 (10 : 09) | Győri ETO KC 9 Brădeanu  |
| 06. März 2010, Sa. 14:00 Uhr    | 2.700 Zuschauer Spielbericht | Győri ETO KC Amorim 5    | 28 : 23 (14 : 11) | Larvik HK 9 Sulland      |
| 07. März 2010, So. 14:00 Uhr    | 3.600 Zuschauer Spielbericht | HC Leipzig Kudłacz 10    | 27 : 31 (14 : 20) | RK Ljubljana 8 Lekić     |
| 13. März 2010, Sa. 14:15 Uhr    | 1.300 Zuschauer Spielbericht | Larvik HK Løke 11        | 31 : 21 (15 : 11) | HC Leipzig 4 Eriksson    |
| 13. März 2010, Sa. 18:00 Uhr    | 2.100 Zuschauer Spielbericht | RK Ljubljana Gros 6      | 24 : 24 (10 : 11) | Győri ETO KC 8 Brădeanu  |
| 20. März 2010, Sa. 14:15 Uhr    | 1.500 Zuschauer Spielbericht | Larvik HK Sulland 13     | 30 : 23 (14 : 08) | RK Ljubljana 8 Gros      |
| 21. März 2010, So. 17:15 Uhr    | 2.800 Zuschauer Spielbericht | Győri ETO KC Brădeanu 10 | 30 : 19 (13 : 07) | HC Leipzig 8 Wirén       |

### Gruppe B
| Pl. | Mannschaft            | Sp. | S | U | N | T   | GT  | Diff |
| --- | --------------------- | --- | - | - | - | --- | --- | ---- |
| 1.  | CS Râmnicu Vâlcea     | 9   | 4 | 1 | 1 | 178 | 168 | +010 |
| 2.  | Viborg HK             | 8   | 4 | 0 | 2 | 190 | 171 | +019 |
| 3.  | Hypo Niederösterreich | 4   | 2 | 0 | 4 | 163 | 182 | −019 |
| 4.  | GK Dynamo Wolgograd   | 3   | 1 | 1 | 4 | 166 | 176 | −010 |

| 06. Februar 2010, Sa. 14:00 Uhr | 1.500 Zuschauer Spielbericht | HC Dinamo Kotschetowa 12        | 29 : 30 (16 : 20) | Viborg HK 8 Vărzaru                 |
| 06. Februar 2010, Sa. 20:20 Uhr | 1.200 Zuschauer Spielbericht | Hypo Niederösterreich Limal 7   | 26 : 31 (13 : 18) | CS Râmnicu Vâlcea 8 Vizitiu         |
| 13. Februar 2010, Sa. 16:15 Uhr | 1.800 Zuschauer Spielbericht | Viborg HK Vărzaru 14            | 35 : 26 (16 : 10) | Hypo Niederösterreich 11 Nascimento |
| 14. Februar 2010, So. 19:30 Uhr | 2.000 Zuschauer Spielbericht | CS Râmnicu Vâlcea Neagu 5       | 30 : 24 (16 : 09) | HC Dinamo 6 Lewina                  |
| 20. Februar 2010, Sa. 14:00 Uhr | 1.500 Zuschauer Spielbericht | HC Dinamo Kotschetowa 10        | 27 : 21 (15 : 11) | Hypo Niederösterreich 13 Nascimento |
| 21. Februar 2010, So. 19:00 Uhr | 2.000 Zuschauer Spielbericht | CS Râmnicu Vâlcea Neagu 8       | 27 : 26 (16 : 12) | Viborg HK 8 Popović                 |
| 06. März 2010, Sa. 14:00 Uhr    | 1.500 Zuschauer Spielbericht | HC Dinamo Kotschetowa 11        | 32 : 32 (15 : 15) | CS Râmnicu Vâlcea 7 Vizitiu         |
| 06. März 2010, Sa. 20:20 Uhr    | 700 Zuschauer Spielbericht   | Hypo Niederösterreich Piedade 9 | 35 : 31 (15 : 13) | Viborg HK 7 Skov                    |
| 13. März 2010, Sa. 16:15 Uhr    | 1.800 Zuschauer Spielbericht | Viborg HK Skov 10               | 35 : 28 (15 : 09) | HC Dinamo 6 Kotschetowa             |
| 14. März 2010, So. 19:00 Uhr    | 2.000 Zuschauer Spielbericht | CS Râmnicu Vâlcea Vizitiu 9     | 32 : 27 (17 : 14) | Hypo Niederösterreich 9 Nascimento  |
| 19. März 2010, Fr. 20:20 Uhr    | 1.000 Zuschauer Spielbericht | Hypo Niederösterreich Piedade 8 | 28 : 26 (14 : 13) | HC Dinamo 7 Khmyrova                |
| 20. März 2010, Sa. 14:15 Uhr    | 1.800 Zuschauer Spielbericht | Viborg HK Popović 10            | 33 : 26 (17 : 15) | CS Râmnicu Vâlcea 6 Stanca          |

## Halbfinale

### Qualifizierte Teams
Für das Halbfinale qualifiziert waren:
| Gruppen 1. Larvik HK CS Râmnicu Vâlcea | Gruppen 2. Győri ETO KC Viborg HK |

Im Halbfinale spielte immer der Gruppenerste gegen den Gruppenzweiten der anderen Gruppe.

Der Gruppenerste hatte das Recht das Rückspiel zu Hause auszutragen.

Die Hinspiele fanden am 10./11. April 2010 statt. Die Rückspiele fanden am 17./18. April 2010 statt.

### 1. Halbfinale
| Mannschaft 1 | Mannschaft 2 | Hinspiel             | Rückspiel            | Gesamt  |
| ------------ | ------------ | -------------------- | -------------------- | ------- |
| Viborg HK    | Larvik HK    | 10.04. Sa. 21:15 Uhr | 17.04. Sa. 14:45 Uhr | 53 : 48 |
| Viborg HK    | Larvik HK    | 27 : 21 (13 : 13)    | 26 : 27 (13 : 10)    | 53 : 48 |

#### Hinspiel
Viborg HK – Larvik HK  27 : 21 (13 : 13)
10. April 2010 in Viborg, Viborg Stadionhal, 2.400 Zuschauer.
Viborg HK: Bralo, Lunde Haraldsen – Mikkelsen (6), Althaus   (5), Vărzaru  (5), Jurack (3), Lunde-Borgersen (3), Popović (3), Aćimović   (1), Skov  (1), Aaen, Kovacsicz, Reiche, Smidt
Larvik HK: Sando, Rantala – Sulland (8), Johansen (4), N. Mørk (3), Larsen  (2), Løke  (2), Stange (2), Breivang  , Heieraas, Iversen, Kristiansen, Narvesen, Tervel
Schiedsrichter:  Oscar Raluy Lopez und Angel Sabroso Ramirez
Quelle: Spielbericht

#### Rückspiel
Larvik HK – Viborg HK  27 : 26 (10 : 13)
17. April 2010 in Larvik, Arena Larvik, 2.500 Zuschauer.
Larvik HK: Sando, Rantala – N. Mørk (8), Løke (7), Sulland  (4), Breivang    (3), Johansen (2), Stange  (2), Larsen (1), Iversen, Kristiansen, Narvesen, Tervel
Viborg HK: Bralo, Lunde Haraldsen – Althaus    (7), Vărzaru  (6), Mikkelsen  (5), Skov (3), Lunde-Borgersen   (2), Popović  (2), Jurack (1), Aaen, Aćimović, Kovacsicz, Reiche, Smidt
Schiedsrichter:  Patrick Hakansson und Maths Nilsson
Quelle: Spielbericht

### 2. Halbfinale
| Mannschaft 1 | Mannschaft 2      | Hinspiel             | Rückspiel            | Gesamt  |
| ------------ | ----------------- | -------------------- | -------------------- | ------- |
| Győri ETO KC | CS Râmnicu Vâlcea | 11.04. So. 17:15 Uhr | 18.04. So. 17:15 Uhr | 45 : 49 |
| Győri ETO KC | CS Râmnicu Vâlcea | 25 : 25 (14 : 15)    | 20 : 24 (10 : 11)    | 45 : 49 |

#### Hinspiel
Győri ETO KC – CS Râmnicu Vâlcea  25 : 25 (14 : 15)
11. April 2010 in Győr, Magvassy Mihaly Sporthalle, 2.800 Zuschauer.
Győri ETO KC: Oguntoye, Pálinger – Amorim  (6), Spiridon  (5), Brădeanu (4), Görbicz (3), Mravikova (3), Kovacsics  (2), Hornyak   (1), Verten (1), Deaki, Mayer, Orban, Szölösi
CS Râmnicu Vâlcea: Smedescu, Ungureanu – Puscasu (5), Nechita (4), Stanca  (4), Manea  (3), Neagu (3), Han (2), Vizitiu (2), Fiera (1), Luca   (1), Bese  , Lecușanu, Pidpalowa
Schiedsrichter:  Nordine Lazaar und Laurent Reveret
Quelle: Spielbericht

#### Rückspiel
CS Râmnicu Vâlcea – Győri ETO KC  24 : 20 (11 : 10)
18. April 2010 in Râmnicu Vâlcea, "Traian" Sport Hall, 2.000 Zuschauer.
CS Râmnicu Vâlcea: Smedescu, Ungureanu – Nechita (7), Neagu  (5), Manea  (4), Schymkute (2), Stanca   (2), Vizitiu (2), Fiera   (1), Puscasu  (1), Bese, Han, Lecușanu, Luca
Győri ETO KC: Vig, Pálinger – Görbicz  (6), Amorim  (4), Kovacsics (4), Mravikova (2), Spiridon    (2), Brădeanu (1), Verten (1), Deaki, Hornyak , Mayer, Orban
Schiedsrichter:  Claus Gramm Pedersen und Henrik Mortensen
Quelle: Spielbericht

## Finale
Die Auslosung der Finalspiele fand am 20. April 2010 um 11:00 Uhr (GMT+2) in Wien statt.

Das Hinspiel fand am 8. Mai 2010 statt. Das Rückspiel fand am 15. Mai 2010 statt.
| Mannschaft 1 | Mannschaft 2      | Hinspiel             | Rückspiel            | Gesamt  |
| ------------ | ----------------- | -------------------- | -------------------- | ------- |
| Viborg HK    | CS Râmnicu Vâlcea | 08.05. Sa. 16:15 Uhr | 15.05. Sa. 20:45 Uhr | 59 : 51 |
| Viborg HK    | CS Râmnicu Vâlcea | 28 : 21 (14 : 11)    | 31 : 30 (16 : 15)    | 59 : 51 |

### Hinspiel
Viborg HK – CS Râmnicu Vâlcea  28 : 21 (14 : 11)
8. Mai 2010 in Viborg, Viborg Stadionhal, 4.000 Zuschauer.
Viborg HK: Bralo, Lunde Haraldsen – Popović (9), Vărzaru (6), Jurack  (5), Skov  (3), Althaus   (2), Mikkelsen (2), Lunde-Borgersen      (1), Aaen, Aćimović   , Ahlm, Möller, Reiche, Thorius
CS Râmnicu Vâlcea: Tolnai, Ungureanu – Neagu  (6), Stanca  (6), Lecușanu (3), Nechita (3), Maier (1), Puscasu (1), Vizitiu  (1), Bese , Fiera, Luca , Manea  , Schymkute 
Schiedsrichter:  Nenad Nikolic und Dusan Stojkovic
Quelle: Spielbericht

### Rückspiel
CS Râmnicu Vâlcea – Viborg HK  30 : 31 (15 : 16)
15. Mai 2010 in Râmnicu Vâlcea, "Traian" Sport Hall, 4.700 Zuschauer.
CS Râmnicu Vâlcea: Tolnai, Ungureanu – Pidpalowa  (7), Neagu  (6), Maier (4), Ardean Elisei  (3), Bese (2), Manea (2), Nechita (2), Stanca   (2), Vizitiu  (2), Lecușanu (1), Luca , Puscasu
Viborg HK: Bralo, Lunde Haraldsen – Jurack  (11), Vărzaru (6), Popović (5), Althaus   (4), Lunde-Borgersen (2), Skov   (2), Aaen (1), Mikkelsen    (1), Aćimović  , Ahlm, Möller, Reiche
Schiedsrichter:  Thierry Dentz und Denis Reibel
Quelle: Spielbericht
Viborg HK hat zum dritten Mal die Champions League der Frauen gewonnen.

## Statistiken

### Torschützenliste

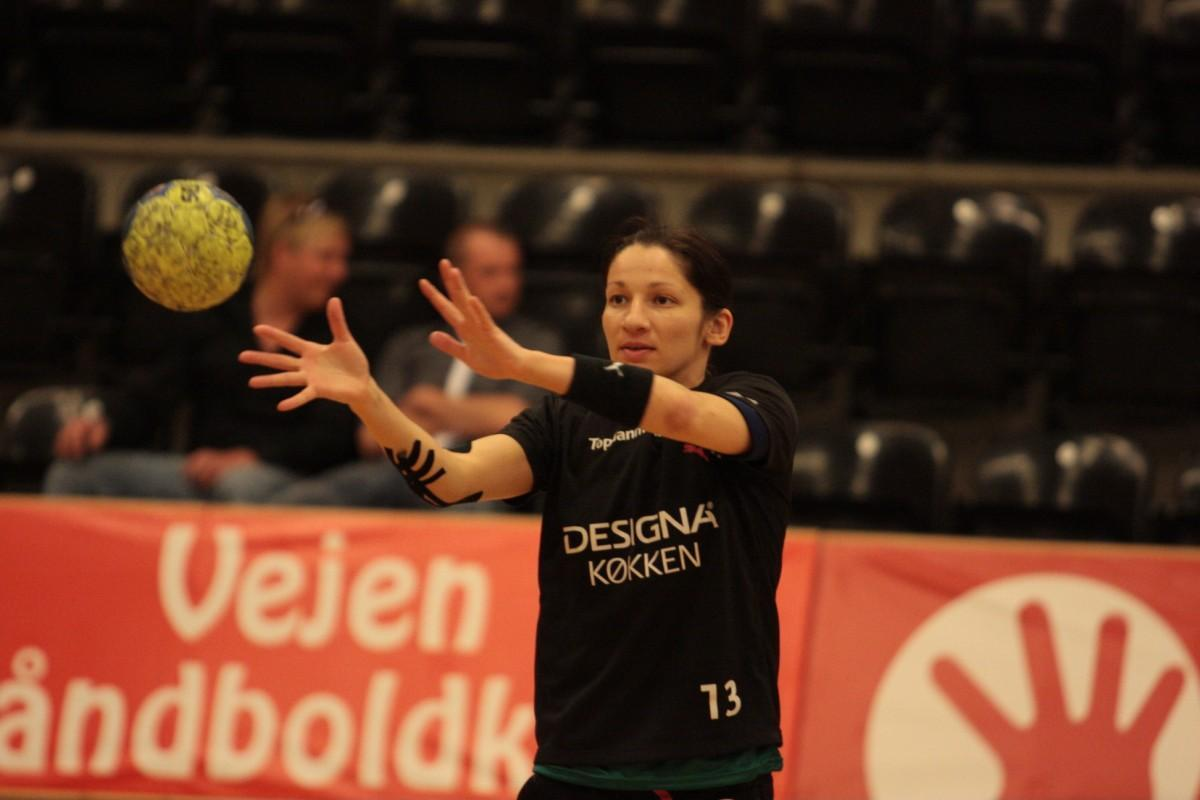
Die Torschützenkönigin Cristina Vărzaru

Die Torschützenliste zeigt die zehn besten Torschützinnen in der EHF Champions League der Frauen 2009/10.

Zu sehen sind die Nation der Spielerin, der Name, die Position, der Verein, die gespielten Spiele, die Tore und die Ø-Tore.

Die Erstplatzierte am Ende der Saison war Torschützenkönigin der EHF Champions League der Frauen 2009/10.
| Pl. | Nation     | Spieler                 | Pos. | Verein                    | Sp. | Tore | Ø   |
| --- | ---------- | ----------------------- | ---- | ------------------------- | --- | ---- | --- |
| 01. | Rumänien   | Cristina Vărzaru        | (RA) | Viborg HK                 | 16  | 101  | 6,3 |
| 02. | Brasilien  | Alexandra do Nascimento | (RA) | Hypo Niederösterreich     | 12  | 98   | 8,2 |
| 03. | Russland   | Anna Kotschetowa        | (RR) | HC Dinamo                 | 12  | 84   | 7,0 |
| 04. | Montenegro | Bojana Popović          | (RL) | Viborg HK                 | 16  | 84   | 5,3 |
| 05. | Norwegen   | Heidi Løke              | (KM) | Larvik HK                 | 14  | 80   | 5,7 |
| 06. | Danemark   | Rikke Skov              | (RL) | Viborg HK                 | 15  | 73   | 4,9 |
| 07. | Norwegen   | Linn Jørum Sulland      | (RA) | Larvik HK                 | 10  | 68   | 6,8 |
| 08. | Serbien    | Andrea Lekić            | (RM) | RK Krim Mercator          | 11  | 66   | 6,0 |
| 09. | Russland   | Olga Lewina             | (RL) | HC Dinamo                 | 12  | 65   | 5,4 |
| 10. | Rumänien   | Cristina Neagu          | (RL) | CS Oltchim Râmnicu Vâlcea | 13  | 65   | 5,0 |